# ID3
A etiqueta ID3 (em inglês: ID3 Tag) é um conjunto de informações mais usado junto com o formato de áudio MP3. Ela permite armazenar informações como o título, artista, álbum, número da faixa, ou outra informação sobre o arquivo no próprio arquivo.
A primeira versão da tag ID3 foi criada em 1996 por Eric Kemp que tinha a necessidade de armazenar mais informações no arquivo e não apenas deixá-las no nome do próprio MP3, então ele teve a ideia de adicionar um pedaço de dados ao fim do arquivo e logo ela se tornou o padrão de metadados do MP3.

## Como editar
Os principais reprodutores de mídia para PCs costumam permitir a edição da tag ID3:

### Winamp
O Winamp pode alterar e adicionar esses dados ao MP3. Para editar a tag ID3, na lista de músicas do Winamp, clique com o botão direito na música que você quer editar e seleciona "view file info (alt+3)". Então é só alterar os dados e clicar em update para salvar. Uma ressalva é que o arquivo não pode estar protegido contra alteração.
Uma outra forma simples é clicar 2x na janela do Winamp onde aparece o nome da música. A janela do editor  aparecerá de imediato e você poderá editar a vontade. Lembre-se de sair da janela com o comando <Enter> para que os dados sejam salvos.

### Windows Media Player
Para editar a tag ID3 no Windows Media Player basta clicar com o botão direito em cima da música, clicar em propriedades, Resumo e adicionar/alterar os dados presentes na lista como Título, Número de faixa e Artista. Depois é só aplicar as alterações.
Obs.: A partir da versão 12 é diferente: clique com o botão direito no campo a ser editado, como o nome da música ou do artista, clique em "Editar" e, após as alterações, tecle "Enter" ou clique numa área não editável do player.

### iTunes
O iTunes permite também a alteração dos dados das tags, ao clicar com o botão contextual (geralmente botão direito do mouse) no OS X ou Windows, e selecionar a opção "Obter informações". O iTunes também permite a atualização das ID3 tags para versões superiores, selecionando a música que desejar em sua biblioteca clicando no botão direito, na opção "converter ID3 Tags".
Normalmente a edição das informações é realizada manualmente pelo usuário, porém, o programa acima automatiza o processo. Ao inserir um CD de música, ele automaticamente procura as informações de artista, faixa, nome de música, gênero e outros no banco de dados da Gracenote CDDB e insere-os ao arquivo MP3.